# Luzerne (Pennsylvania)
Luzerne ist eine Ortschaft im Luzerne County des US-Bundesstaates Pennsylvania. Der als Borough statuierte Ort liegt acht Kilometer nördlich von Wilkes-Barre in der Nähe des Susquehanna River. Zu Beginn des 20. Jahrhunderts gab es im Ort vielfältige industrielle Aktivitäten wie beispielsweise Kohleminen, Getreidemühlen oder eine Gießerei. 1900 lebten 3817 Menschen in Luzerne, 1910 waren es 5425 und 1940 dann 7082. Im Jahr 2000 hatte der Ort 2952 Einwohner. Das U.S. Census Bureau hat bei der Volkszählung 2020 eine Einwohnerzahl von 2.711 ermittelt.

## Geschichte
Luzerne wurde 1807 gegründet und 1882 inkorporiert. Zuerst war die Ortschaft unter dem Namen Hartseph Hollow bekannt und wurde 1866 in Mill Hollow umbenannt. Als sich die Ortschaft 1882 als Borough organisierte, erhielt sie erneut eine neue Bezeichnung und wurde nach dem County in Luzerne umbenannt.
Von 1889 bis 1939 war der Ort in das Netz der Straßenbahn Wilkes-Barre eingebunden.

## Geografie
Nach den Angaben des United States Census Bureaus hat der Borough eine Gesamtfläche von 1,8 km², die vollständig auf Land entfällt.

## Demografische Daten
Zum Zeitpunkt des United States Census 2000 bewohnten Luzerne 2952 Personen. Die Bevölkerungsdichte betrug 1651,8 Personen pro km². Es gab 1520 Wohneinheiten, durchschnittlich 850,5 pro km². Die Bevölkerung Luzernes bestand zu 98,92 % aus Weißen, 0,34 % Schwarzen oder African American und 0,07 % Asian; 0,20 % gaben an, anderen Rassen anzugehören und 0,47 % nannten zwei oder mehr Rassen. 0,44 % der Bevölkerung erklärten, Hispanos oder Latinos jeglicher Rasse zu sein.
Die Bewohner Luzernes verteilten sich auf 1410 Haushalte, von denen in 20,2 % Kinder unter 18 Jahren lebten. 38,7 % der Haushalte stellten Verheiratete, 11,0 % hatten einen weiblichen Haushaltsvorstand ohne Ehemann und 45,6 % bildeten keine Familien. 40,9 % der Haushalte bestanden aus Einzelpersonen und in 21,0 % aller Haushalte lebte jemand im Alter von 65 Jahren oder mehr alleine. Die durchschnittliche Haushaltsgröße betrug 2,09 und die durchschnittliche Familiengröße 2,87 Personen.
Die Bevölkerung verteilte sich auf 17,6 % Minderjährige, 7,3 % 18–24-Jährige, 28,7 % 25–44-Jährige, 22,5 % 45–64-Jährige und 23,9 % im Alter von 65 Jahren oder mehr. Das Durchschnittsalter betrug 43 Jahre. Auf jeweils 100 Frauen entfielen 88,7 Männer. Bei den über 18-Jährigen entfielen auf 100 Frauen 86,6 Männer.
Das mittlere Haushaltseinkommen in Luzerne betrug 27.614 US-Dollar und das mittlere Familieneinkommen erreichte die Höhe von 37.730 US-Dollar. Das Durchschnittseinkommen der Männer betrug 27.054 US-Dollar, gegenüber 21.250 US-Dollar bei den Frauen. Das Pro-Kopf-Einkommen belief sich auf 16.217 US-Dollar. 11,4 % der Bevölkerung und 6,8 % der Familien hatten ein Einkommen unterhalb der Armutsgrenze, davon waren 14,5 % der Minderjährigen und 10,9 % der Altersgruppe 65 Jahre und mehr betroffen.

## Söhne und Töchter der Stadt
- Rocky Castellani (1926–2008), Boxer